# Филяты
Филяты — хутор в Кумылженском районе Волгоградской области России. Входит в состав Поповского сельского поселения. Население 7 чел. (2010).

## История
Во время переписи 2002 года входил в Филинский сельсовет.
В соответствии с Законом Волгоградской области от 14 февраля 2005 года № 1006-ОД «Об установлении границ и наделении статусом Кумылженского района и муниципальных образований в его составе» хутор вошёл в состав образованного Поповского сельского поселения.

## География
Расположен в западной части региона, в лесостепи, в пределах Хопёрско-Бузулукской равнины, являющейся южным окончанием Окско-Донской низменности, у р. Хопёр.
Уличная сеть состоит из одного географического объекта: ул. Центральная.
Абсолютная высота 67 метров над уровнем моря.

## Население
| 2010 |
| ---- |
| 7    |

Гендерный состав
По данным Всероссийской переписи населения 2010 года в гендерной структуре населения из 7 человек мужчин — 5, женщин — 2 (71,4 и 28,6 % соответственно).
Национальный состав
Согласно результатам переписи 2002 года, в национальной структуре населения
русские составляли 100 % из общей численности населения в 20 чел..

## Инфраструктура
Личное подсобное хозяйство.

## Транспорт
Просёлочные дороги.